# 로힝야어

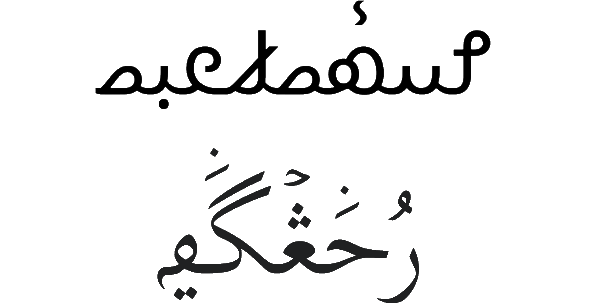
하니피 로힝야 문자로 쓰여진 "로힝야"라는 단어

로힝야어(𐴌𐴗𐴥𐴝𐴙𐴚𐴒𐴙𐴝)는 미얀마 라카인주의 로힝야족이 사용하는 인도아리아어군 언어이다. 벵골아삼어군에 속하는 동부 인도아리아어군 언어이며, 이웃 방글라데시에서 사용되는 치타공어와 밀접한 관련이 있다. 로힝야어와 치타공어는 상호 이해도가 높다.

## 문자 체계

### 로힝야 하니피 문자
하니피 로힝야 문자는 로힝야어를 위한 통일된 문자이다. 로힝야 문자는 19세기에 페르시아 문자의 버전으로 처음 쓰여졌다. 1975년에는 우르두 문자를 기반으로 한 아랍어 철자법이 개발되었다.
1980년대에, (마올라나) 모하마드 하니프와 그의 동료들은 아랍 문자를 기반으로 적합한 음성 문자를 만들었고, 그것은 응코 문자와 비교되어 왔다. 스크립트에는 십진수 집합도 포함된다.

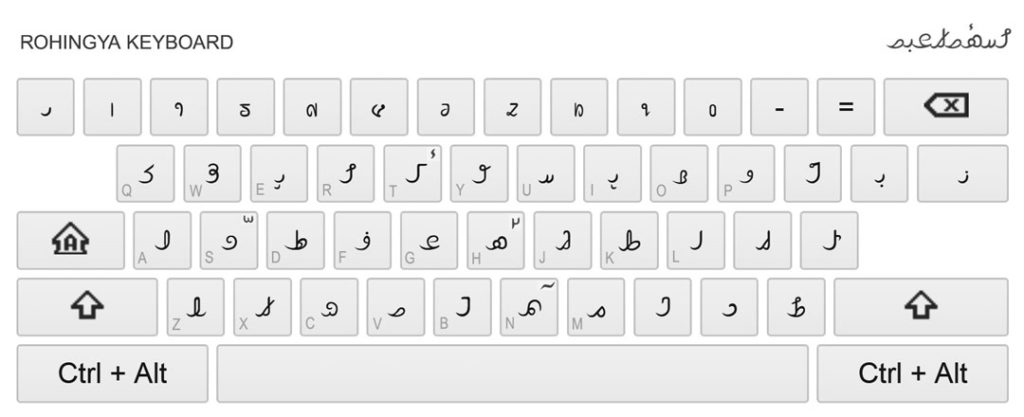
로힝야 가상 키보드 레이아웃

가상 키보드는 2019년 구글이 로힝야어용으로 개발했으며 사용자가 로힝야 문자 스크립트를 직접 입력할 수 있다. 로힝야 유니코드 자판 배치는 여기에서 찾을 수 있다.